# Klub ligových brankářů
Der Klub ligových brankářů (deutsch etwa: Klub der Ligatorhüter) ist ein vom tschechischen Sportmagazin Gól gegründeter Verein, dem tschechische und – bis zur Auflösung der Tschechoslowakei 1993 auch slowakische – Fußballtorhüter angehören, die mindestens 100 Erstligaspiele ohne Gegentor in Erstligaspielen absolviert haben. Dabei muss der Spieler allerdings von Anpfiff bis Abpfiff auf dem Platz stehen.
Auch ausländische Spieler, die in Tschechien spielen, können aufgenommen werden. Die Mitgliedschaft wird in Tschechien als prestigeträchtig angesehen. Der Klub hat Mitte 2017 20 Mitglieder.

## Geschichte
Der Klub entstand im Dezember 1996 nach dem Vorbild des Klub ligových kanonýrů. Er umfasste zu Beginn neun Gründungsmitglieder. Jedes Mitglied erhält von der Gól-Redaktion eine Ehrennadel.

## Mitglieder
Es folgt eine Auflistung aller Mitglieder des Klub ligových brankářů in der Reihenfolge ihrer Aufnahme in den Klub.
Stand: 25. August 2018.
| Nr. | Spieler          | Spiele | Verein(e) | Bemerkung                   |
| 1.  | Viliam Schrojf   | 112    | Křídla vlasti Olomouc, Slovan Bratislava, Lokomotíva Košice, First Vienna FC                                                     | Gründungsmitglied           |
| 2.  | Anton Švajlen    | 125    | VSS Košice | Gründungsmitglied           |
| 3.  | Alexander Vencel | 132    | Slovan Bratislava | Gründungsmitglied           |
| 4.  | Ivo Viktor       | 107    | Spartak Brno, Dukla Prag | Gründungsmitglied           |
| 5.  | Jiří Sedláček    | 119    | Sklo Union Teplice | Gründungsmitglied           |
| 6.  | Dušan Kéketi     | 135    | Spartak Trnava, Austria Klagenfurt                                                                                               | Gründungsmitglied           |
| 7.  | Pavol Michalík   | 101    | Baník Ostrava, Slovan Bratislava, Panserraikos                                                                                   | Gründungsmitglied           |
| 8.  | Jan Stejskal     | 164    | RH Cheb, Sparta Prag, Queens Park Rangers, Slavia Prag                                                                           | Gründungsmitglied           |
| 9.  | Luděk Mikloško   | 142    | RH Cheb, Baník Ostrava, West Ham United                                                                                          | Gründungsmitglied           |
| 10. | Zdeněk Jánoš     | 105    | Slavia Prag, FK Jablonec, Dukla Příbram                                                                                          | Aufnahme 1999               |
| 11. | Luboš Přibyl     | 107    | Slavia Prag, Sigma Olomouc, FC Boby Brno                                                                                         | Aufnahme 2001               |
| 12. | Ladislav Maier   | 113    | Slovan Liberec, Rapid Wien | Aufnahme 2002               |
| 13. | Martin Vaniak    | 161    | Sigma Olomouc, Petra Drnovice, Panionios Athen, FK Siad Most, Slavia Prag                                                        | Aufnahme 15. Mai 2004       |
| 14. | Tomáš Poštulka   | 109    | Dukla Prag, SK Hradec Králové, Sparta Prag, FK Teplice, FC Viktoria Pilsen                                                       | Aufnahme 10. Mai 2006       |
| 15. | Jaromír Blažek   | 166    | Slavia Prag, SK České Budějovice, Viktoria Žižkov, Bohemians Prag, Sparta Prag, Marila Příbram, 1. FC Nürnberg, Vysočina Jihlava | Aufnahme 12. August 2006    |
| 16. | Petr Čech        | 237    | Chmel Blšany, Sparta Prag, Stade Rennes, FC Chelsea, FC Arsenal                                                                  | Aufnahme 25. August 2007    |
| 17. | Antonín Kinský   | 118    | Dukla Prag, Marila Příbram, Slovan Liberec, Saturn Ramenskoje                                                                    | Aufnahme 13. September 2008 |
| 18. | Michal Špit      | 101    | Marila Příbram, Sparta Prag, FK Jablonec                                                                                         | Aufnahme 27. April 2014     |
| 19. | Jaroslav Drobný  | 111    | SK České Budějovice, Panionios Athen, ADO Den Haag, VfL Bochum, Hertha BSC, Hamburger SV                                         | Aufnahme 4. Oktober 2014    |
| 20. | Jan Laštůvka     | 103    | Dnipro Dnipropetrowsk, Schachtar Donezk, VfL Bochum, Baník Ostrava, MFK Karviná, Slavia Prag                                     | Aufnahme 29. Juli 2017      |
| 21  | Matúš Kozáčik    | 100    | 1. FC Košice, Slavia Prag, Sparta Prag, Anorthosis Famagusta, Viktoria Pilsen                                                    | Aufnahme 6. November 2017   |

## Anwärter
In dieser Liste sind Anwärter auf eine Mitgliedschaft aufgeführt, die mindestens 90 Erstligaspiele ohne Gegentor absolviert haben. (Stand 19. Februar 2019)